# Kolonialpfadfinder

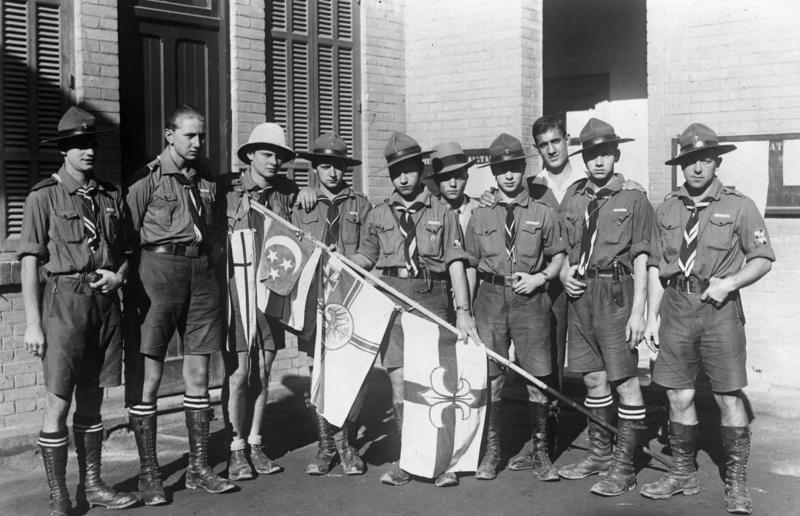
Kolonialpfadfinder auf Großfahrt in Kairo (1931)

Mit dem Begriff Kolonialpfadfinder werden drei Pfadfinderbünde der Jahre 1926 bis 1933 bezeichnet, die durch eine gemeinsame Geschichte verbunden waren. Ziel ihrer Arbeit war die Wiedergewinnung der im Ersten Weltkrieg verlorenen deutschen Kolonien und die Ausbildung von Auswanderern. Mitte 1933 lag die Mitgliederzahl bei etwa 5.000 Pfadfindern.

## Geschichte
Seit 1919 setzte sich die Deutsche Kolonialgesellschaft dafür ein, Jugendliche für das koloniale Gedankengut zu gewinnen. Als sich der „Kurmarkgau Deutscher Pfadfinder“ 1925 keinem Pfadfinderbund zugehörig fühlte, wandte er sich an die Jugendgruppe der Deutschen Kolonialgesellschaft, welche ihn an den Deutschen Kolonialverein weiter empfahl. Dieser nahm sie auf und gründete am 5. August 1926 den Kolonialbund deutscher Pfadfinder (KBDP). 
August Döring wurde vom Deutschen Kolonialverein als Bundesführer eingesetzt, doch kam es schon 1927 zu Spannungen zwischen ihm und einzelnen Gruppen des KBDP, die sich als Teil der bündischen Jugend verstanden und die am Vorkriegsstil des Deutschen Pfadfinderbunds orientierte Pfadfinderarbeit kritisierten. Infolgedessen spaltete sich der KBDP am 4. März 1928 in den Bund deutscher Kolonialpfadfinder (BDKP) unter der Führung Ernst Klingelhages und in den Kolonialbund deutscher Pfadfinder unter Döring auf. 
Beide Bünde beteiligten sich 1928 an der Gründung des „Auslandsamtes der deutschen Pfadfinderbünde“, aus dem 1929 der Deutsche Pfadfinderverband hervorging, der den Anschluss der deutschen Pfadfinderbünde an die World Organization of the Scout Movement anstrebte.
Nachdem Erhard Pörschmann Anfang 1931 die Führung des KBDP übernommen hatte, näherten sich beide Bünde wieder aneinander an. Ende 1931 wurde auf Führertagungen am 12. Dezember in Braunschweig und am 13. Dezember in Leipzig der Zusammenschluss beschlossen. Klingelhage wurde Bundesführer des neu entstandenen Deutschen Kolonial-Pfadfinderbundes (DKPB), Pörschmann sein Stellvertreter.  
Im folgenden Jahr engagierte sich der DKPB intensiv für den freiwilligen Arbeitsdienst, nachdem einzelne Gruppen aus seinen beiden Vorläufern sich schon in den Vorjahren beteiligt hatten. Auf dem Bundeslager an Pfingsten 1932 wurde der Fusionsprozess mit der Wahl von Werner Rohr zum Bundesführer abgeschlossen. 
Im März 1933 beriet der DKPB kurzzeitig einen Anschluss an den Großdeutschen Bund, um einem erzwungenen Anschluss an die Hitler-Jugend zu entgehen, verwarf diese Idee aber. Stattdessen stellte sich der Bund unter die Schirmherrschaft Franz von Epps, der als nationalsozialistischer Reichsstatthalter in Bayern den Bestand des DKPB im Rahmen der NS-Kolonialpolitik sichern sollte. Diese Taktik hatte keinen Erfolg: Auf seinem zweiten und letzten Bundeslager wurde der DKPB am 1. August 1933 geschlossen in die Hitler-Jugend überführt. Größere Gruppen bildeten bis ca. 1935 weitgehend selbständige „koloniale Scharen“ in der HJ, kleinere Gruppen mussten sich der allgemeinen HJ anschließen.

## Verbreitung
Kolonialpfadfindergruppen existierten im gesamten Reichsgebiet mit Schwerpunkten in Brandenburg, im Rheinland und in Sachsen. Außerhalb des Deutschen Reichs gab es – wie bei fast allen deutschen Pfadfinderbünden der Weimarer Republik – Gruppen in Österreich. Daneben entstanden kurzlebige Auslandsgruppen im brasilianischen Bundesstaat Rio Grande do Sul, in Chile und in Südwestafrika.

## Bekannte Mitglieder
- Peter Martin Lampel gehörte ab etwa 1930 dem BDKP an; er verließ den DKPB im Juni 1933, da er die beabsichtigte enge Bindung an die HJ ablehnte. Mit zahlreichen Zeitschriftenbeiträgen und Kunstpostkarten hatte er wesentlich zum öffentlichen Erscheinungsbild der Kolonialpfadfinder beigetragen.

- Kai-Uwe von Hassel absolvierte später eine landwirtschaftlich-kaufmännische Ausbildung und befand sich als Pflanzungskaufmann in Tanganjika. In der Nachkriegszeit schlug er eine Politikerlaufbahn ein und war von 1963 bis 1966 Bundesminister der Verteidigung.[2]